# Wängle
Wängle je obec v Rakousku ve spolkové zemi Tyrolsko v okrese Reutte. Leží na úpatí lyžařské a turistické oblasti Reuttener Hahnenkamn. První zmínky o této obci pocházejí z roku 1289 a tak patří k nejstarším obcím v tomto regionu.[zdroj?] K 1. lednu 2011 zde žilo zde 853 obyvatel.
Ve znaku obce je zobrazen její patron sv. Martin, který ve zbroji sedí na bílém koni. Farní kostel sv. Martina v obci je vyzdoben freskami Franze Antona Zeillera.